# Eupsophus emiliopugini
Eupsophus emiliopugini is een kikkersoort uit de familie van de Alsodidae. De wetenschappelijke naam van de soort is voor het eerst geldig gepubliceerd in 1989 door Juan Ramón Formas.
De soort werd ontdekt in het zuiden van Chili in gematigd Nothofagus-woud. Ze is ook aangetroffen in het nationaal park Lago Puelo in Argentinië. Haar habitat is nabij koude stroompjes in vochtig woud, van zeeniveau tot 1500 m hoogte. De volwassen dieren houden zich schuil onder stenen of in kleine kuilen aan de rand van de stromen.
E. emiliopugini is een middelgrote kikker (snuit-tot-anuslengte gemiddeld 46,7 mm bij mannetjes, 50,6 mm bij vrouwtjes); de rug is grijsbruin tot loodkleurig met een citroengele langsstreep. De buik is witachtig.
De soortnaam is een eerbetoon aan Emilio Pugín Rios, een Chileense zoöloog en herpetoloog die in 1982 overleed.